# Mord im Auftrag Gottes
Mord im Auftrag Gottes (Originaltitel: Under the Banner of Heaven) ist eine US-amerikanische Miniserie, basierend auf dem gleichnamigen Sachbuch von Jon Krakauer aus dem Jahr 2003. Die Premiere der Miniserie fand am 28. April 2022 auf FX on Hulu statt, einem Bereich innerhalb des US-amerikanischen Streamingdienstes Hulu. Im deutschsprachigen Raum erfolgte die Erstveröffentlichung der Serie am 14. Dezember 2022 durch Disney+ via Star als Original.

## Handlung
Basierend auf dem True-Crime-Bestseller Mord im Auftrag Gottes von Jon Krakauer schildert die Miniserie die Geschehnisse, welche im Jahr 1984 zur Ermordung von Brenda Wright Lafferty und ihrer kleinen Tochter in einem Vorort von Salt Lake Valley in Utah geführt haben. Während Detective Jeb Pyre die Vorfälle innerhalb der Familie Lafferty untersucht, deckt er Geheimnisse über die Ursprünge der Kirche Jesu Christi der Heiligen der Letzten Tage auf und erkennt die gewalttätigen Konsequenzen eines unnachgiebigen Glaubens. Pyre, ein frommer Mormone, der durch seine Ermittlungen nach und nach der Wahrheit auf die Spur kommt, wird in seinem eigenen Glauben erschüttert und stellt ihn immer mehr in Frage.

## Besetzung und Synchronisation
Die deutschsprachige Synchronisation entstand nach den Dialogbüchern sowie unter der Dialogregie von Traudel Sperber durch die Synchronfirma FFS Film- & Fernseh-Synchron in Berlin.
| Rolle               | Schauspieler          | Synchronsprecher   |
| ------------------- | --------------------- | ------------------ |
| Detective Jeb Pyre  | Andrew Garfield       | Nico Sablik        |
| Detective Bill Taba | Gil Birmingham        | Thomas Schmuckert  |
| Rebecca Pyre        | Adelaide Clemens      | Julia Kaufmann     |
| Josie Pyre          | Sandra Seacat         | Luise Lunow        |
| Brenda Lafferty     | Daisy Edgar-Jones     | Anne Düe           |
| Allen Lafferty      | Billy Howle           | Lukas Sperber      |
| Dan Lafferty        | Wyatt Russell         | Tim Knauer         |
| Matilda Lafferty    | Chloe Pirrie          | Maria Koschny      |
| Ron Lafferty        | Sam Worthington       | Alexander Doering  |
| Dianna Lafferty     | Denise Gough          | Katharina Spiering |
| Robin Lafferty      | Seth Numrich          | Fabian Oscar Wien  |
| Samuel Lafferty     | Rory Culkin           | Tobias Diakow      |
| Ammon Lafferty      | Christopher Heyerdahl | Viktor Neumann     |
| Doreen Lafferty     | Megan Leitch          | Traudel Sperber    |

## Episodenliste
| Nr. | Deutscher Titel              | Originaltitel         | Erstveröffentlichung (USA) | Deutschsprachige Erstveröffentlichung (D/A/CH) | Regie              | Drehbuch                            |
| --- | ---------------------------- | --------------------- | -------------------------- | ---------------------------------------------- | ------------------ | ----------------------------------- |
| 1   | Als Gott Liebe war           | When God Was Love     | 28. Apr. 2022              | 14. Dez. 2022                                  | David Mackenzie    | Dustin Lance Black                  |
| 2   | Der rechtmäßige Platz        | Rightful Place        | 28. Apr. 2022              | 14. Dez. 2022                                  | David Mackenzie    | Dustin Lance Black                  |
| 3   | Kapitulation                 | Surrender             | 5. Mai 2022                | 14. Dez. 2022                                  | Courtney Hunt      | Dustin Lance Black & Emer Gillespie |
| 4   | Kirche und Staat             | Church and State      | 12. Mai 2022               | 14. Dez. 2022                                  | Courtney Hunt      | Gina Welch                          |
| 5   | Der eine Mächtige und Starke | One Mighty and Strong | 19. Mai 2022               | 14. Dez. 2022                                  | Dustin Lance Black | Brandon Boyce                       |
| 6   | Offenbarung                  | Revelation            | 26. Mai 2022               | 14. Dez. 2022                                  | Isabel Sandoval    | Gina Welch                          |
| 7   | Blutsühne                    | Blood Atonement       | 2. Juni 2022               | 14. Dez. 2022                                  | Thomas Schlamme    | Dustin Lance Black & Brandon Boyce  |